# Serie de Lambert

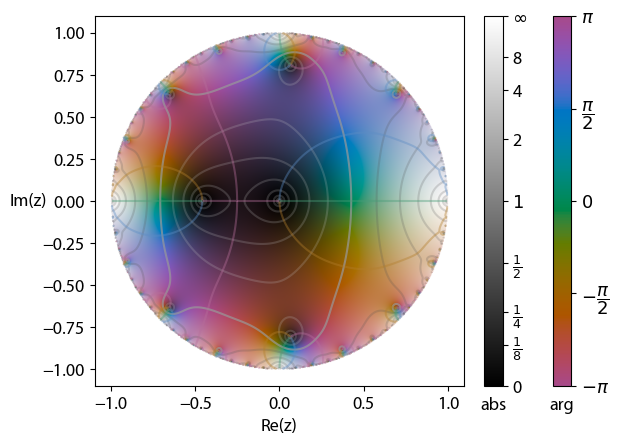
Series de color de Lambert.

En matemática, una serie de Lambert, llamada así en honor a Johann Heinrich Lambert, es un tipo de serie que toma la forma
{\displaystyle S(q)=\sum _{n=1}^{\infty }a_{n}{\frac {q^{n}}{1-q^{n}}}.}
Esta puede ser expresada formalmente mediante la expansión del denominador:
{\displaystyle S(q)=\sum _{n=1}^{\infty }a_{n}\sum _{k=1}^{\infty }q^{nk}=\sum _{m=1}^{\infty }b_{m}q^{m}}
donde los coeficientes de esta nueva serie vienen dados mediante la convolución de Dirichlet de an con la función constante 1(n) = 1:
{\displaystyle b_{m}=(a*1)(m)=\sum _{n\mid m}a_{n}.\,}
Esta serie puede ser invertida mediante el uso de la fórmula de inversión de Möbius, y es un ejemplo de transformada de Möbius.

## Ejemplos
Dado que la última suma es una suma típica usada por los teóricos de números, casi cualquier función multiplicativa será exactamente sumable cuando sea usada en una serie de Lambert. Así pues, por ejemplo, se tiene que
{\displaystyle \sum _{n=1}^{\infty }q^{n}\sigma _{0}(n)=\sum _{n=1}^{\infty }{\frac {q^{n}}{1-q^{n}}}}
donde {\displaystyle \sigma _{0}(n)=d(n)} es el número de divisores de  n.
Para funciones divisor de orden superior, uno tiene que
{\displaystyle \sum _{n=1}^{\infty }q^{n}\sigma _{\alpha }(n)=\sum _{n=1}^{\infty }{\frac {n^{\alpha }q^{n}}{1-q^{n}}}}
donde {\displaystyle \alpha } es cualquier número complejo y
{\displaystyle \sigma _{\alpha }(n)=({\textrm {Id}}_{\alpha }*1)(n)=\sum _{d\mid n}d^{\alpha }\,}
es la función divisor.
Las series de Lambert en las cuales an son funciones trigonométricas, por ejemplo, an = sin(2n x), pueden ser evaluadas mediante varias combinaciones de derivadas logarítmicas de funciones theta de Jacobi. 
Entre otras series de Lambert, está la que utiliza la función de Möbius {\displaystyle \mu (n)}:
{\displaystyle \sum _{n=1}^{\infty }\mu (n)\,{\frac {q^{n}}{1-q^{n}}}=q.}
Para la función φ de Euler {\displaystyle \phi (n)}:
{\displaystyle \sum _{n=1}^{\infty }\varphi (n)\,{\frac {q^{n}}{1-q^{n}}}={\frac {q}{(1-q)^{2}}}.}
Para la función de Liouville {\displaystyle \lambda (n)}:
{\displaystyle \sum _{n=1}^{\infty }\lambda (n)\,{\frac {q^{n}}{1-q^{n}}}=\sum _{n=1}^{\infty }q^{n^{2}}}
cuya expresión suma de la izquierda es similar a la función theta de Ramanujan.

## Forma alternativa
Sustituyendo {\displaystyle q=e^{-z}} se obtiene otra forma común de expresar esta serie, como 
{\displaystyle \sum _{n=1}^{\infty }{\frac {a_{n}}{e^{zn}-1}}=\sum _{m=1}^{\infty }b_{m}e^{-mz}}
donde
{\displaystyle b_{m}=(a*1)(m)=\sum _{n\mid m}a_{n}\,}
como se ha dicho antes. Ejemplos de series de Lambert de esta forma, con {\displaystyle z=2\pi }, aparecen en expresiones de la función zeta de Riemann para valores enteros impares; para más detalles, véase constantes zeta.

## Uso actual
En la literatura matemática podemos encontrar el término series de Lambert aplicado a una amplia variedad de las sumas. Por ejemplo, ya que {\displaystyle q^{n}/(1-q^{n})=\mathrm {Li} _{0}(q^{n})} es una función polilogarítmica, se suele referir a cualquier suma de la forma
{\displaystyle \sum _{n=1}^{\infty }{\frac {\xi ^{n}\,\mathrm {Li} _{u}(\alpha q^{n})}{n^{s}}}=\sum _{n=1}^{\infty }{\frac {\alpha ^{n}\,\mathrm {Li} _{s}(\xi q^{n})}{n^{u}}}}
como una serie de Lambert, asumiendo que los parámetros están convenientemente limitados. Así
{\displaystyle 12\left(\sum _{n=1}^{\infty }n^{2}\,\mathrm {Li} _{-1}(q^{n})\right)^{\!2}=\sum _{n=1}^{\infty }n^{2}\,\mathrm {Li} _{-5}(q^{n})-\sum _{n=1}^{\infty }n^{4}\,\mathrm {Li} _{-3}(q^{n}),}
la cual se cumple para todos los complejos q que no están en el círculo unitario, podría considerarse como una identidad de series de Lambert. Esta identidad resulta de una forma sencilla de algunas identidades publicada por el matemático indio S. Ramanujan. Una exploración muy completa de las obras de Ramanujan se pueden encontrar en trabajos de Bruce Berndt.